# La Flèche d'or (film, 1962)
Pour les articles homonymes, voir La Flèche d'or.
Pour plus de détails, voir Fiche technique et Distribution.
La Flèche d'or (L'arciere delle mille e una notte) est un film italien réalisé par Antonio Margheriti, sorti en 1962.

## Fiche technique
- Titre original : L'arciere delle mille e una notte
- Titre français : La Flèche d'or
- Réalisation : Antonio Margheriti
- Scénario : Giorgio Arlorio, Augusto Frassinetti, Giorgio Prosperi, Filippo Sanjust et Bruno Vailati
- Photographie : Gábor Pogány
- Montage : Mario Serandrei
- Musique : Mario Nascimbene
- Pays d'origine : Italie
- Format : Couleurs - 2,35:1 - Mono
- Genre : aventure
- Date de sortie : 1962

## Distribution
- Tab Hunter : Hassan
- Rossana Podestà : Jamila
- Umberto Melnati : Low Genie
- Mario Feliciani : Baktiar
- Dominique Boschero : la reine de Rocky Valley
- Renato Baldini : Prince de Bassora
- Giustino Durano : Absent-Minded Genie
- Gloria Milland : la reine dans la grotte
- Gian Paolo Rosmino : Mokbar
- Claudio Scarchilli : Bandit
- Renato Montalbano